# Högklint och Nygårds
Högklint och Nygårds (deutsch Högklint und Nygårds) ist ein Ort (schwedisch småort) auf der schwedischen Insel Gotland. Er besteht aus den beiden Ortsteilen Högklint und Nygårds.  Zusammen haben diese beiden Ortsteile 343 Einwohner.
Der Ort liegt im Kirchspiel (schwedisch socken) Västerhejde an der Westküste Gotlands, sieben Kilometer südwestlich von Visby.
Im Ort befindet sich das Fridhem. Dabei handelt es sich um ein Sommerhaus der 1889 verstorbenen schwedischen Prinzessin Eugenia, einer Tochter von König Oskar I.

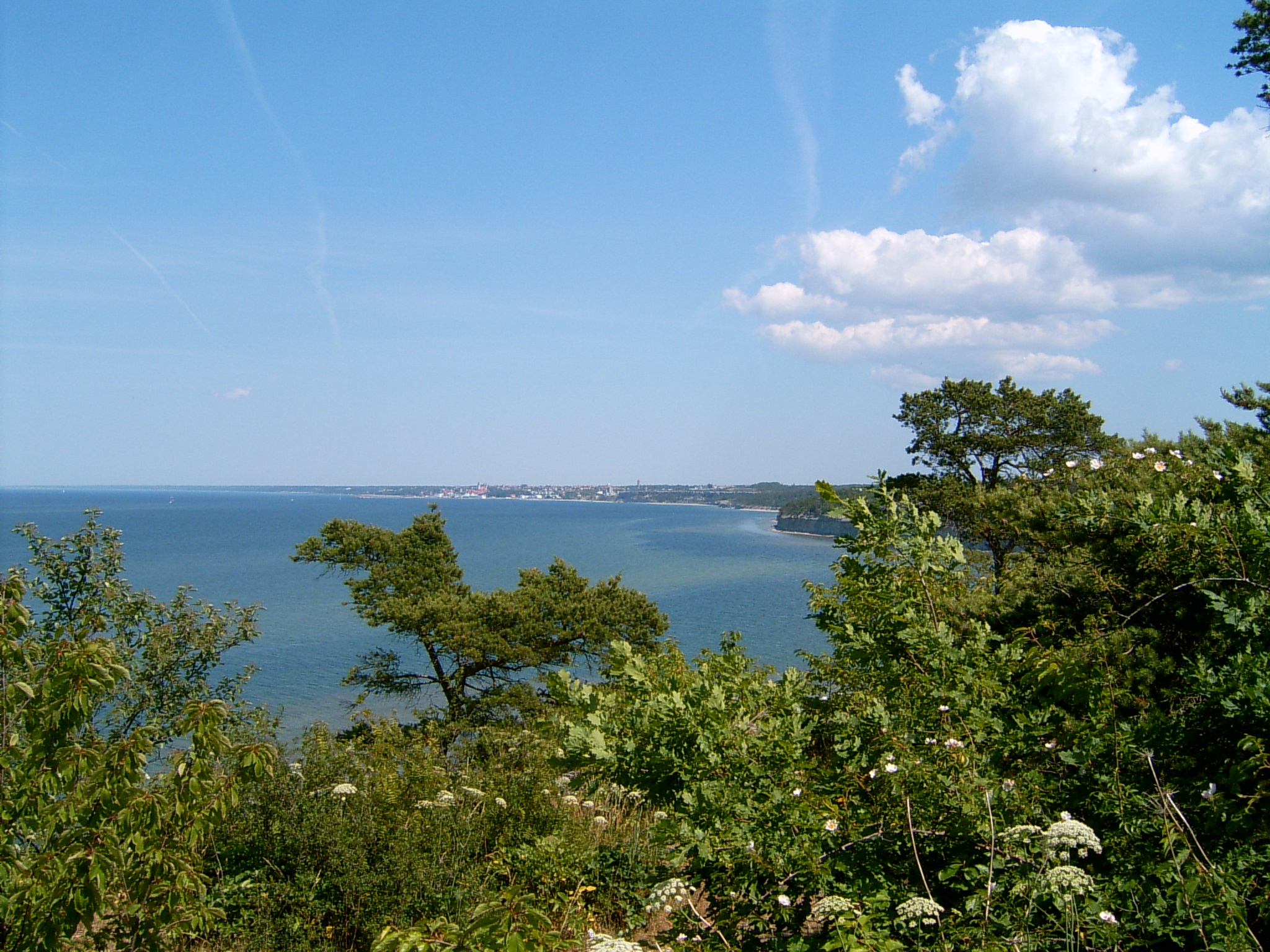
Blick vom Högklint. Visby in der Ferne.